# Cryptaranea subalpina
Cryptaranea subalpina là một loài nhện trong họ Araneidae.
Loài này thuộc chi Cryptaranea. Cryptaranea subalpina được miêu tả năm 1988 bởi Court & Raymond Robert Forster.